# League of Ireland 2020
Die League of Ireland 2020 (offiziell: SSE Airtricity League Premier Division nach dem Ligasponsor Airtricity) war die 100. Spielzeit der höchsten irischen Fußballliga. Die Saison begann am 14. Februar 2020 und sollte am 23. Oktober desselben Jahres enden. Aufgrund einer viermonatigen Pause zwischen März und Juli, die der COVID-19-Pandemie geschuldet war, endete sie am 9. November 2020.
Titelverteidiger war der Dundalk FC, der den Titel an die ungeschlagenen Shamrock Rovers verlor.

## Spielbetrieb während der COVID-19-Pandemie
Aufgrund der globalen COVID-19-Pandemie wurde der Spielbetrieb nach 22 absolvierten Partien zum 13. März 2020 ausgesetzt und am 31. Juli wieder aufgenommen. Im Zuge dessen wurde entschieden, die Rückrunde nicht auszuspielen, wodurch die Spielzeit nach 18 Spielen pro Team ihr Ende fand.

## Modus
Alle Mannschaften hätten jeweils viermal an 36 Spieltagen gegeneinander um die Meisterschaft spielen sollen. Nach einer Ligareform waren nur noch zehn Mannschaften sowohl in der League of Ireland als auch in der zweitklassigen First Division aktiv. Das Team auf dem letzten Platz stieg direkt ab, das Team auf dem vorletzten Rang spielte in der Relegation gegen den Abstieg.

## Vereine
| Verein                | Wappen                | Stadt      | Stadion                          | Kapazität |
| --------------------- | --------------------- | ---------- | -------------------------------- | --------- |
| Bohemians Dublin      | Bohemians Dublin      | Dublin     | Dalymount Park                   | 7.955     |
| Cork City             | Cork City             | Cork       | Turners Cross                    | 7.485     |
| Derry City            | Derry City            | Derry      | Brandywell Stadium               | 7.700     |
| Dundalk FC            | Dundalk FC            | Dundalk    | Oriel Park                       | 6.000     |
| Finn Harps            | Finn Harps            | Ballybofey | Finn Park                        | 7.500     |
| Shamrock Rovers       | Shamrock Rovers       | Dublin     | Tallaght Stadium                 | 5.947     |
| Sligo Rovers          | Sligo Rovers          | Sligo      | The Showgrounds                  | 5.500     |
| St Patrick’s Athletic | St Patrick’s Athletic | Dublin     | Richmond Park                    | 5.340     |
| Shelbourne FC         | Shelbourne FC         | Dublin     | Tolka Park                       | 3.600     |
| Waterford FC          | Waterford United      | Waterford  | Waterford Regional Sports Centre | 5.000     |

## Tabelle
| Pl.                     | Verein                | Sp. | S  | U | N  | Tore    | Diff. | Punkte |
| ----------------------- | --------------------- | --- | -- | - | -- | ------- | ----- | ------ |
| 1.                      | Shamrock Rovers (P)   | 18  | 15 | 3 | 0  | 044:700 | +37   | 48     |
| 2.                      | Bohemians Dublin      | 18  | 12 | 1 | 5  | 023:120 | +11   | 37     |
| 3.                      | Dundalk FC (M)        | 18  | 7  | 5 | 6  | 025:230 | +2    | 26     |
| 4.                      | Sligo Rovers          | 18  | 8  | 1 | 9  | 019:230 | −4    | 25     |
| 5.                      | Waterford FC          | 18  | 7  | 3 | 8  | 017:220 | −5    | 24     |
| 6.                      | St Patrick’s Athletic | 18  | 5  | 6 | 7  | 014:170 | −3    | 21     |
| 7.                      | Derry City            | 18  | 5  | 5 | 8  | 018:180 | ±0    | 20     |
| 8.                      | Finn Harps            | 18  | 5  | 5 | 8  | 015:240 | −9    | 20     |
| 9.                      | Shelbourne FC (N)     | 18  | 5  | 4 | 9  | 013:220 | −9    | 19     |
| 10.                     | Cork City             | 18  | 2  | 5 | 11 | 010:300 | −20   | 11     |
| Stand: 9. November 2020 |                       |     |    |   |    |         |       |        |

Platzierungskriterien: 1. Punkte – 2. Tordifferenz – 3. geschossene Tore

| (M) | amtierender irischer Meister         |
| (P) | amtierender irischer Pokalsieger     |
| (N) | Neuaufsteiger aus der First Division |

## Kreuztabelle
| 2020                  | Bohemians Dublin | Cork City | Derry City | Dundalk FC | Finn Harps | St Patrick’s Athletic | Shamrock Rovers | Shelbourne FC | Sligo Rovers | Waterford FC |
| --------------------- | ---------------- | --------- | ---------- | ---------- | ---------- | --------------------- | --------------- | ------------- | ------------ | ------------ |
| Bohemians Dublin      |                  | 3:0       | 2:1        | 2:1        | 0:2        | 2:0                   | 0:1             | 2:0           | 2:0          | 0:2          |
| Cork City             | 0:1              |           | 1:1        | 0:2        | 1:0        | 1:2                   | 0:3             | 0:1           | 3:0          | 0:0          |
| Derry City            | 2:0              | 3:1       |            | 1:2        | 1:1        | 0:0                   | 1:2             | 2:0           | 0:2          | 2:0          |
| Dundalk FC            | 0:0              | 3:0       | 1:0        |            | 0:0        | 1:1                   | 0:4             | 3:2           | 0:2          | 2:2          |
| Finn Harps            | 0:1              | 1:1       | 0:0        | 0:4        |            | 3:2                   | 0:2             | 0:1           | 1:0          | 1:0          |
| St Patrick’s Athletic | 1:2              | 1:0       | 0:2        | 1:1        | 2:0        |                       | 0:0             | 2:0           | 0:0          | 0:1          |
| Shamrock Rovers       | 1:0              | 6:0       | 2:0        | 3:2        | 3:1        | 0:0                   |                 | 0:0           | 4:0          | 6:1          |
| Shelbourne FC         | 1:3              | 1:1       | 1:1        | 1:2        | 1:1        | 1:0                   | 0:2             |               | 1:0          | 0:1          |
| Sligo Rovers          | 0:1              | 2:1       | 1:0        | 3:1        | 3:1        | 0:2                   | 2:3             | 2:1           |              | 2:1          |
| Waterford FC          | 0:2              | 0:0       | 2:1        | 1:0        | 2:3        | 3:0                   | 0:2             | 0:1           | 1:0          |              |

## Relegation
Entgegen der gängigen Praxis wurde in der Saison 2020 nur noch eine Partie ausgetragen. Der am 15. November 2020 feststehende Sieger qualifizierte sich für die League of Ireland 2021.
|               | Ergebnis |               |
| ------------- | -------- | ------------- |
| Shelbourne FC | 0:1      | Longford Town |

## Torschützenliste
| Pl. | Name           | Mannschaft       | Tore |
| --- | -------------- | ---------------- | ---- |
| 1.  | Patrick Hoban  | Dundalk FC       | 10   |
| 2.  | Jack Byrne     | Shamrock Rovers  | 09   |
| 3.  | Graham Burke   | Shamrock Rovers  | 08   |
| 3.  | Andre Wright   | Bohemians Dublin | 08   |
| 5.  | Daniel Grant   | Bohemians Dublin | 07   |
| 5.  | Aaron Greene   | Shamrock Rovers  | 07   |
| 6.  | Ronan Coughlan | Sligo Rovers     | 06   |